# Милованье
Милованье (укр. Милування) — село в Тысменицкой городской общине Ивано-Франковского района Ивано-Франковской области Украины.
Население по переписи 2001 года составляло 1135 человек. Занимает площадь 12,65 км². Почтовый индекс — 77437. Телефонный код — 03436.